# Epicrionops bicolor
Espèce
Synonymes
- Epicrionops bicolor subcaudalis Taylor, 1968

Statut de conservation UICN

 LC  : Préoccupation mineure
Epicrionops bicolor est une espèce de gymnophiones de la famille des Rhinatrematidae.

## Répartition
Cette espèce se rencontre entre 1 750 et 2 000 m d'altitude dans les Andes en Colombie, en Équateur et au Pérou.

## Publication originale
- Boulenger, 1883 : Description of a new genus of Coeciliae. Annals and Magazine of Natural History, sér. 5, vol. 11, p. 202-203 (texte intégral).